# هند بنت النعمان
هند بنت النعمان (؟؟؟ - 693م) شاعرة عربية من مشاهير نصارى العراق، عاشت قبل الإسلام وبعده، وهي ابنه النعمان بن المنذر آخر ملوك مملكة المناذرة في الحيرة وأمها اسمها مارية الكندية وهي عربية نسطورية مسيحية. وأختُ هندٍ اسمُها حرقة. كما أُطلق عليها لقب (هند الصغرى) للتفريق بينها وبين هند بنت الحارث.

## نسبها
هند بنت النعمان بن المنذر بن امرئ القيس بن النعمان بن امرئ القيس بن عمرو بن عدي بن نصر بن ربيعة بن عمرو بن الحارث بن مسعود بن مالك بن غنم بن نمارة بن لخم.

## حياتها
وفقا لكتاب (حرب بني شيبان مع كسرى أنو شروان)، (وهو مصدر تاريخي مشكوك في صحته) فقد طلب كسرى الثاني ملك الإمبراطورية الساسانية (الذي حكم من 590 إلى 628) من أبيها الزواج منها. ادعى والدها النعمان بأنه يريد التفكير بطريقة لترتيب هذا الزواج بأفضل صورة بينما قام في الحقيقة بإرسال ابنته هند إلى العرب لتكون تحت حمايتهم. تعرض النعمان بعد ذلك للهجوم والسجن من قبل كسرى الثاني ومات في حَبْسه. مُنحت هند ملاذاً بين قوم بنو شيبان بشفاعة أميرتهم صفية بنت ثعلبة الشيبانية.
قيل أن بنو شيبان قد خاضوا معركة ذي قار في عام ج. 609 ضد الفرس دفاعا عن هند. ثم أُرسلت للزواج من النعمان بن الريان وهو ابن عمها الوحيد الذي نجا من الهجوم الفارسي على مملكة الحيرة، وبعد ذلك منحه كسرى الثاني عرش الحيرة.

## هند في الأدب العربي
ولدت ونشأت في بيت الملك بالحيرة، ولما غضب كسرى على أبيها النعمان وحبسه ومات في حبسه، ترهبت ولبست المسوح، وأقامت في دير بنَته (بين الحيرة والكوفة)، عُرف بدير هند الصغرى (للتمييز بينه وبين دير هند بنت الحارث). وزال ملك اللخميين، ودخل خالد بن الوليد الحيرة فزارها في الدير، وعرض عليها الإسلام، فاعتذرت بكبر سنها عن تغيير دينها، فأمر لها بمعونة وكسوة، فقالت: «ما لي إلى شيء من هذا حاجة، لي عبدان يزرعان مزرعة لي أتقوت منها، ودعت له».
ولما خرج خالد من عندها جاءها النصارى فسألوها عما صنع بها، فقالت:

كانت هند من أجمل نساء أهلها وزمانها وكان يهواها عدي بن زيد بن حماد بن زيد بن أيوب الشاعر العبادي ولها يقول:
عمّرت هند طويلاً، دخل عليها المغيرة بن شعبة وقد عميت، ودخل عليها عبيد الله بن زياد، وهانئ بن قبيصة، ثمّ الحجّاج لمّا قدم الكوفة سنة 74 للهجرة، وماتت في ديرها في الكوفة.